# August Hoff
August Hoff (* 16. September 1892 in Forbach / Lothringen; † 16. Februar 1971 in Köln) war ein deutscher Kunsthistoriker.

## Leben und Wirken
Hoff studierte erst Naturwissenschaften, promovierte dann aber in Kunstgeschichte. 1924 wurde er Direktor des städtischen Kunstmuseums in Duisburg. Dort begründete er mit sicherem Gespür für die Qualität des Werks des Bildhauers Wilhelm Lehmbruck die bedeutende Plastiksammlung des heutigen Lehmbruck-Museums in Duisburg. 1929 erfolgte die Berufung als Dozent an die Kunstakademie Düsseldorf.
1933 von den Nationalsozialisten aus allen Ämtern entlassen, verdiente Hoff seinen Lebensunterhalt als Kunstschriftsteller und Vortragsredner, sowie als künstlerischer Beirat der Vereinigten Werkstätten in München und den Werkstätten für Glasmalerei und Mosaik.
1945 berief Oberbürgermeister Konrad Adenauer August Hoff nach Köln, um die Kölner Werkschulen wieder zu eröffnen. Von 1946 bis 1957 führte Hoff als Professor und Direktor die Werkschulen erneut zu Rang und Ruf. In dieser Zeit war Hoff nebenher tätig im Rat für Formgebung, im Deutschen Verein für Kunstwissenschaft, im Arbeitskreis für Industrielle Formgebung an Werkkunstschulen, in der Henry van de Velde Gesellschaft, im Deutschen Kunstrat e. V. und im Deutschen Werkbund.
August Hoff veröffentlichte auch eine Vielzahl von Publikationen über alte und neue Kunst, vorzugsweise aber Künstlermonografien:

## Schriften (Auswahl)
- Aufgaben heutiger kirchlicher Kunst. In: Die Form, Jg. 1, 1922, Heft 4, S. 12–19 (Digitalisat).
- Emil Fahrenkamp. Ein Ausschnitt seines Schaffens aus den Jahren 1924 - 1927. Julius Hoffmann, Stuttgart 1928
- Dominikus Böhm. Professor an den Kölner Werkschulen. Hübsch, Berlin, Leipzig, Wien, 1930
- Mit Josef Habbel (jun.): Dominikus Böhm. Ein deutscher Baumeister. Ein Bildband unter Mitwirkung von August Hoff herausgegeben von Josef Habbel. Mit einem Geleitwort von Jakob Kneip und Textbeiträgen von Alois Elsen. Josef Habbel, Regensburg, 1943
- "Wilhelm Lehmbruck" (1933/1936/1961)
- "Johan Thorn-Prikker" (1958)
- "Ludwig Gies" (1959)
- "Henry van de Velde" (1962)
- "Karl Ernst Osthaus" (1971)

## Ehrungen
- 1957 Großes Bundesverdienstkreuz
- und Papst Pius XII. ernennt Hoff in Rom zum „Ritter des Silvesterordens“.
- 1963 Ehrenmitgliedschaft an der Brüsseler Kunsthochschule.
- Die Letter Stiftung vergibt ein Stipendium für kunsthistorische Forschung, das den Namen „August Hoff“ trägt.